# Lochamer-Liederbuch

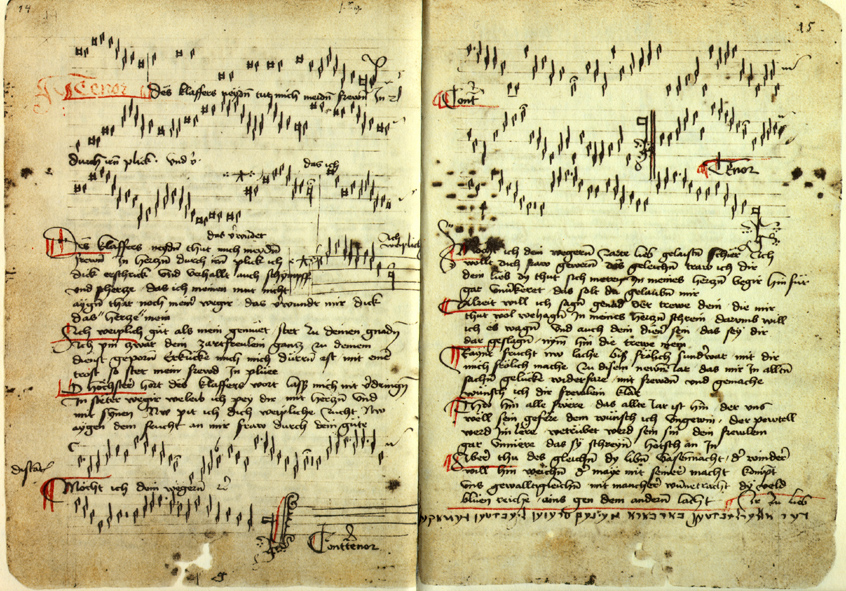
Handschriftendoppelseite

Das Lochamer-Liederbuch (auch Locheimer Liederbuch oder Lochheimer Liederbuch und Lochamer Liederbuch genannt) ist eine umfangreiche Sammlung deutschsprachiger Lieder am Übergang vom Spätmittelalter zur Renaissance. Es stammt aus der Mitte des 15. Jahrhunderts und enthält insbesondere dreistimmig gesetzte Lied- und Tanzkompositionen.

## Beschreibung
Die in Nürnberg entstandene Liederhandschrift umfasst auf 93 Seiten ca. 50 ein- bis dreistimmige Lieder (unterschiedliche Zählweisen rühren daher, dass zwei Lieder in je zwei Varianten, sowie zwei weitere Melodien nur in Teilen und ohne Text bzw. Titel enthalten sind). Für fast die Hälfte dieser Lieder stellt sie die einzige Quelle dar. Der Hauptschreiber war ein Frater Jodocus von Windsheim, der wohl der Schule um den Nürnberger Komponisten und Organisten Conrad Paumann zuzuordnen ist. Der Hauptteil der Sammlung stammt aus den Jahren 1451 bis 1453, Nachträge reichen bis 1460. Die Liedersammlung dokumentiert u. a. das verstärkte Aufkommen weltlichen Liedgutes neben den kirchlichen Liedern. Dazu zählen u. a. All mein’ Gedanken, die ich hab’, Ich fahr dahin, Der summer, Der Wald hat sich entlaubet, Es fur ein paur gen holz, und Ich spring an diesem Ringe. Einzelne Lieder der Handschrift können konkreten Autoren des Spätmittelalters zugeordnet werden, nämlich dem Mönch von Salzburg sowie Oswald von Wolkenstein (Wach auf, mein Hort).
Der zweite Teil der Handschrift umfasst unter dem Namen Fundamentum organisandi 31 Orgeltabulaturen von Conrad Paumann. Die beiden Teile entstanden zunächst unabhängig voneinander, wurden jedoch vermutlich schon bald nach der Entstehung zu einem Band verbunden. Das Fundamentum organisandi ist auch im Buxheimer Orgelbuch überliefert.
Das Lochamer-Liederbuch war ein wertvoller Bestandteil der Bibliothek der Fürsten zu Stolberg-Wernigerode in Wernigerode in der dortigen Orangerie im Lustgarten. Es wurde verkauft und befindet sich seit 1931 in der Staatsbibliothek zu Berlin.
Diese Liederhandschrift wurde von Friedrich Wilhelm Arnold kritisch bearbeitet und in Friedrich Chrysanders Jahrbuch für musikalische Wissenschaft, Band 2 (Leipzig 1867), erstmals veröffentlicht.

## Name des Liederbuchs
Das Liederbuch wurde nach einem seiner ersten Besitzer benannt, der sich mit den Worten „Wolflein von Locham[e]r ist das gesenngk büch“ um 1500 in das Buch eingetragen hat. Wegen des bei Juden verbreiteten Vornamens und wegen einer Widmung in hebräischer Schrift im Buch wurde angenommen, dass er Jude gewesen sei. Der Zusatz „von Lochamer“ wurde daher als Herkunftsbezeichnung (nach einem der Orte namens Lochheim) gewertet, deshalb das Buch auch Lochheimer Liederbuch genannt. Inzwischen ist jedoch klar, dass die Widmung keineswegs von einem jiddisch- oder hebräischkundigen Schreiber stammt und Wolflein (von) Lochamer einer christlichen Nürnberger Patrizierfamilie angehörte. Der Name des Liederbuchs wird daher heute mit Bindestrich geschrieben, da er sich auf einen Familiennamen bezieht und nicht auf einen Ort.

## Aufnahmen/Tonträger
- 14 Lieder und Instrumentalstücke aus dem Locheimer Liederbuch und dem Fundamentum Organisandi von Conrad Paumann; Hans Sachs: 5 Lieder. Nürnberger Gambencollegium, Josef Ulsamer. Archiv Produktion APM 14822 [LP, mono]. 1964
- Das Lochamer Liederbuch (The Locham Song Book). German Popular Songs from the 15th Century. Martin Hummel (Bariton), Ensemble Dulce Melos, Marc Lewon (Leitung). Naxos 8.557803. 2008

## Rezeption
- 1836 wurde die Schriftstellerin und Komponistin Annette von Droste-Hülshoff durch ihren Schwager, den Germanisten Joseph von Laßberg, während eines Aufenthaltes im Schweizerischen Schloss Eppishausen auf das Liederbuch aufmerksam gemacht und dazu angeregt, die darin enthaltenen Lieder für Singstimme und Klavier zu bearbeiten. So entstanden einige Lieder, die in von Droste-Hülshoffs musikalischem Nachlass zu finden sind.

### Moderne Ausgaben
- Konrad Ameln (Hrsg.): Locheimer-Liederbuch und das Fundamentum organisandi von Conrad Paumann. In Faksimiledruck herausgegeben von Konrad Ameln. Wölbing-Verlag, Berlin 1925.
- Konrad Ameln (Hrsg.): Lochamer-Liederbuch und das Fundamentum organisandi von Conrad Paumann. Faksimile-Nachdruck. Bärenreiter, Kassel 1972 (= Documenta musicologica, 2. Reihe: Handschriften-Faksimiles. Band 3), ISBN 3-7618-0406-7.
- Walter Salmen, Christoph Petzsch (Hrsg.): Das Lochamer-Liederbuch (= Denkmäler der Tonkunst in Bayern. Neue Folge, Sonderband 2). Breitkopf & Härtel, Wiesbaden 1972.
- Marc Lewon: Das Lochamer Liederbuch in neuer Übertragung und mit ausführlichem Kommentar. 3 Bände. Verlag der Spielleute, Reichelsheim 2007–2009, ISBN 978-3-927240-83-4/ISBN 978-3-927240-84-1/ISBN 978-3-927240-85-8.
- Hugo Moser, Joseph Müller-Blattau (Hrsg.): Deutsche Lieder des Mittelalters von Walther von der Vogelweide bis zum Lochamer Liederbuch: Texte und Melodien. Stuttgart 1968, S. 301–316 und 353–355.

### Sekundärliteratur
- Karl Gustav Fellerer: Das Lochamer Liederbuch in der Bearbeitung der Annette von Droste-Hülshoff. In: Die Musikforschung. 5, 1952, S. 200–205 (JSTOR:23805032).
- Johannes Kandler: Wie klingt die Liebe? Anmerkungen zur Wechselwirkung von Musik und Text im Lochamer-Liederbuch. In: Gert Hübner (Hrsg.): Deutsche Liebeslyrik im 15. und 16. Jahrhundert. Rodopi, Amsterdam [u. a.] 2005, ISBN 90-420-1835-6, S. 47–64.
- Christoph Petzsch: Das Lochamer-Liederbuch. Studien. Beck, München 1967.
- Christoph Petzsch: Lochamer-Liederbuch. In: Kurt Ruh (Hrsg.): Die deutsche Literatur des Mittelalters. Verfasserlexikon. Neubearbeitung. Band 5. de Gruyter, Berlin 1985, ISBN 3-11-009909-8, Sp. 888–891.
- Walter Salmen: Das deutsche Tenorlied bis zum Lochamer Liederbuch. o. O. 1949.
- Walter Salmen: Das Lochamer Liederbuch: Eine musikgeschichtliche Studie. Breitkopf & Härtel, Wiesbaden 1951.